# برانفيل
برانفيل هي بلدية في إقليم كالفادوس في منطقة نورماندي في شمال غرب فرنسا .